# The Woman
The Woman er en amerikansk stumfilm fra 1915 af George Melford.

## Medvirkende
- Theodore Roberts som Jim Blake.
- James Neill som Mark Robertson.
- Ernest Joy som Matthew Standish.
- Raymond Hatton.
- Mabel Van Buren som Grace Robertson.